# Carpo (Mond)
Carpo (auch Jupiter XLVI) ist einer der kleineren Monde des Planeten Jupiter.

## Entdeckung
S/2003 J 20 wurde am 9. Februar 2003 von Astronomen der Universität Hawaii entdeckt. Der Mond hat am 30. März 2005 den offiziellen Namen Carpo (nach der Hore Carpo) von der Internationalen Astronomischen Union (IAU) erhalten.

## Bahndaten
Carpo umkreist Jupiter in einem mittleren Abstand von 16.989.000 km in 456 Tagen 2 Stunden und 24 Minuten. Die Bahn weist eine große Exzentrizität von 0,4297 auf und Carpo ist der äußerste prograde (rechtläufige) Jupitermond, d. h. der äußerste Jupitermond, der Jupiter in der gleichen Richtung umläuft wie dieser sich um seine eigene Achse dreht.
Wie Themisto scheint Carpo keiner der üblichen Gruppen der Jupitermonde anzugehören, die ähnliche Bahneigenschaften aufweisen. Ihre derzeitige Bahnneigung von etwa 51,4° gegenüber der Ekliptik liegt über dem Minimalwert des Kozai-Effekts, benannt nach Yoshihide Kozai, der dieses Phänomen 1962 entdeckte. Dieser Effekt bewirkt einen periodischen Wechsel zwischen der Exzentrizität und der Inklination. Ist die Inklination groß genug, kann die Exzentrizität wiederum so groß werden, dass der Himmelskörper auf seiner Periapsis (engster Abstand von Jupiter) in die Nähe der großen galileischen Monde (Io, Europa, Ganymed und Kallisto) gelangt. Dies könnte dazu führen, dass Carpo irgendwann mit einem der großen Monde kollidiert oder durch deren gravitative Kräfte aus dem Jupitersystem geschleudert wird.

## Physikalische Daten
Carpo besitzt einen Durchmesser von etwa 3 km. Seine Dichte wird auf 2,6 g/cm³  geschätzt, falls er überwiegend aus silikatischem Gestein aufgebaut sein sollte.
Er weist eine sehr dunkle Oberfläche mit einer Albedo von 0,04 auf, d. h., nur 4 % des einfallenden Sonnenlichts werden reflektiert. Seine mittlere scheinbare Helligkeit beträgt 23,0m.